# Gastronomía de Austria

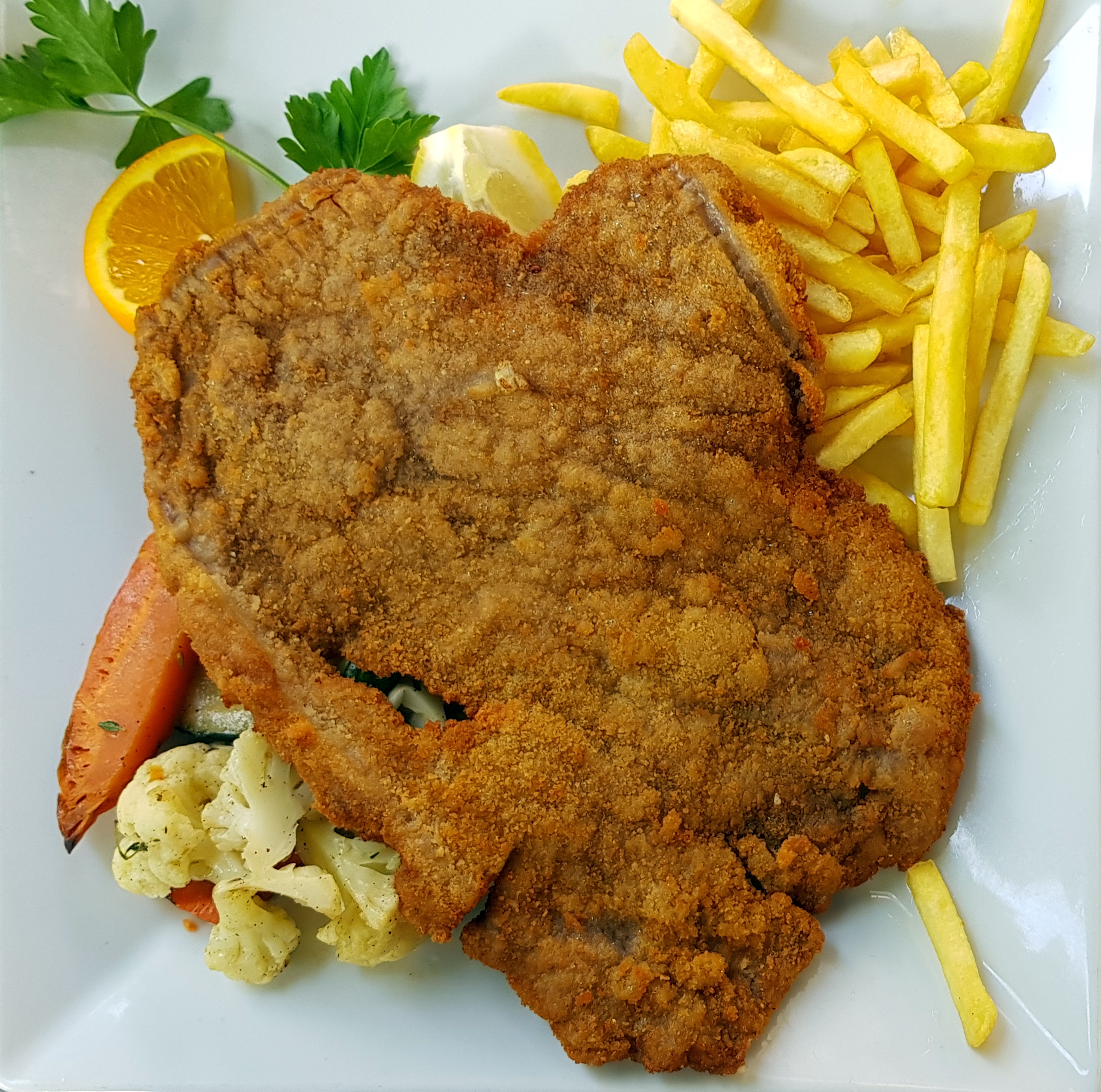
Wiener Schnitzel con las patatas fritas.

La gastronomía de Austria ha sido denominada incorrectamente a veces como cocina vienesa. Se puede decir que nació como una derivación de la gastronomía del imperio Austrohúngaro. Entre las influencias que posee de otras cocinas tradicionales europeas cabe resaltar las que provienen de las cocinas de Hungría, la República Checa y la judía, así como también existen claras influencias de la cocina italiana y bávara, de las que ha tomado prestado no solo varios métodos sino que también algunos ingredientes. El gulash es un ejemplo de esto. La cocina de Austria es conocida en el resto del mundo por sus bollos y dulces. Un ejemplo de esto son los strudel; que se sirven, la mayoría de las veces, acompañados con una taza de café. 

## Quesos
Están protegidos con denominación de origen (DOP) los siguientes quesos:
- Gailtaler Almkäse
- Tiroler Almkäse / Tiroler Alpkäse

## Variedades regionales

### Viena
Los platos más típicos son:

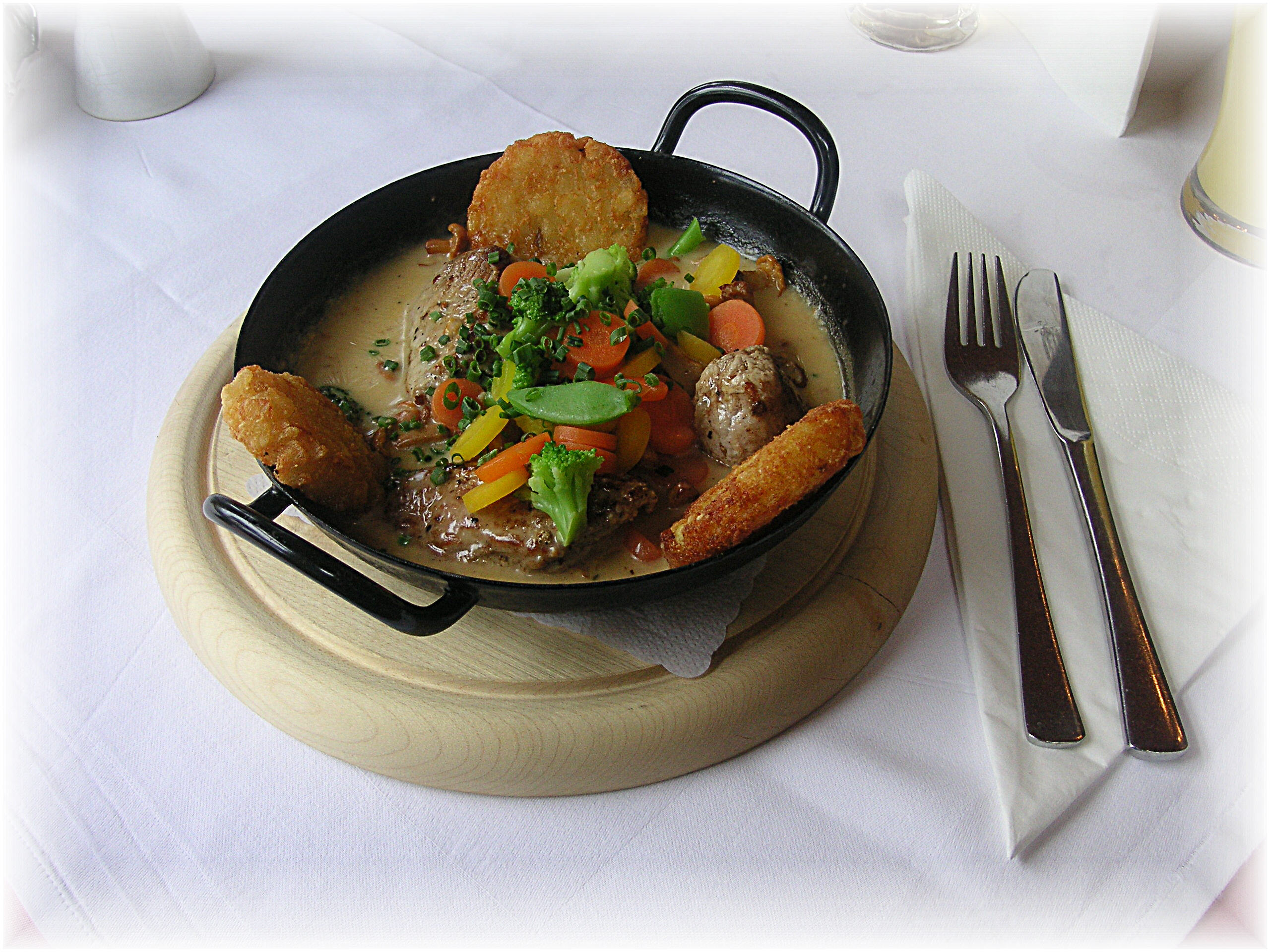
Un plato tradicional austriaco con cerdo, servido con Rösti de Patatas, vegetales, setas y gravy.

- Kekse o Plätzchen (varios tipos de galletas navideñas)
- Vanillekipferl (galletas dulces de vainilla con nueces, almendras o avellanas)
- Apfelstrudel (un tipo de postre de hojaldre con manzana)
- Krapfen (masa dulce rellena)
- Topfenstrudel (un strudel de queso)
- Palatschinken (una especie de crêpe vienesa, su origen está en la palacsinta húngara)
- Powidl (un guiso de ciruelas)
- Buchteln (una especie de bollo relleno de mermelada de albaricoque)
- Knödel (varios tipos de albóndigas de dulce y sal)
- Wiener Schnitzel (una carne empananda de influencia española basada en el filete tipo milanesa acompañada con patatas y ensaladas)
- Sachertorte (una tarta de chocolate con mermelada de albaricoque)
- Tafelspitz (carne de ternera hervida y servida a menudo con salsa de rábanos)
- Gulasch (una especie de guisado similar al pörkölt húngaro - gulyás es una sopa en húngara)
- Selchfleisch (carne ahumada) con sauerkraut (col agria).
- Rindsuppe (sopa de carne)
- Beuschel (un ragout que contiene entre las vísceras de vaca: el corazón y los pulmones)
- Liptauer (un dip de queso con especias)
- Kaiserschmarrn (Crepes con pasas de uva)

El famoso Wienerbrød (típico en Dinamarca) se dice que provienen de la ciudad de Viena y en Dinamarca se denominan wienerbrød (pan vienés). Pero esto es probable que sea debido a que emplean un cierto tipo de mantequilla y harina que se referencia como "pasta vienesa".

### Baja Austria
En la baja Austria existen especialidades locales tales como Waldviertel amapolas, Marchfeld espárragos y albaricoques Wachau. Su influencia se nota en la cocina local, por ejemplo en el uso de las semillas de amapola. Krautfleckerl.

### Burgenland

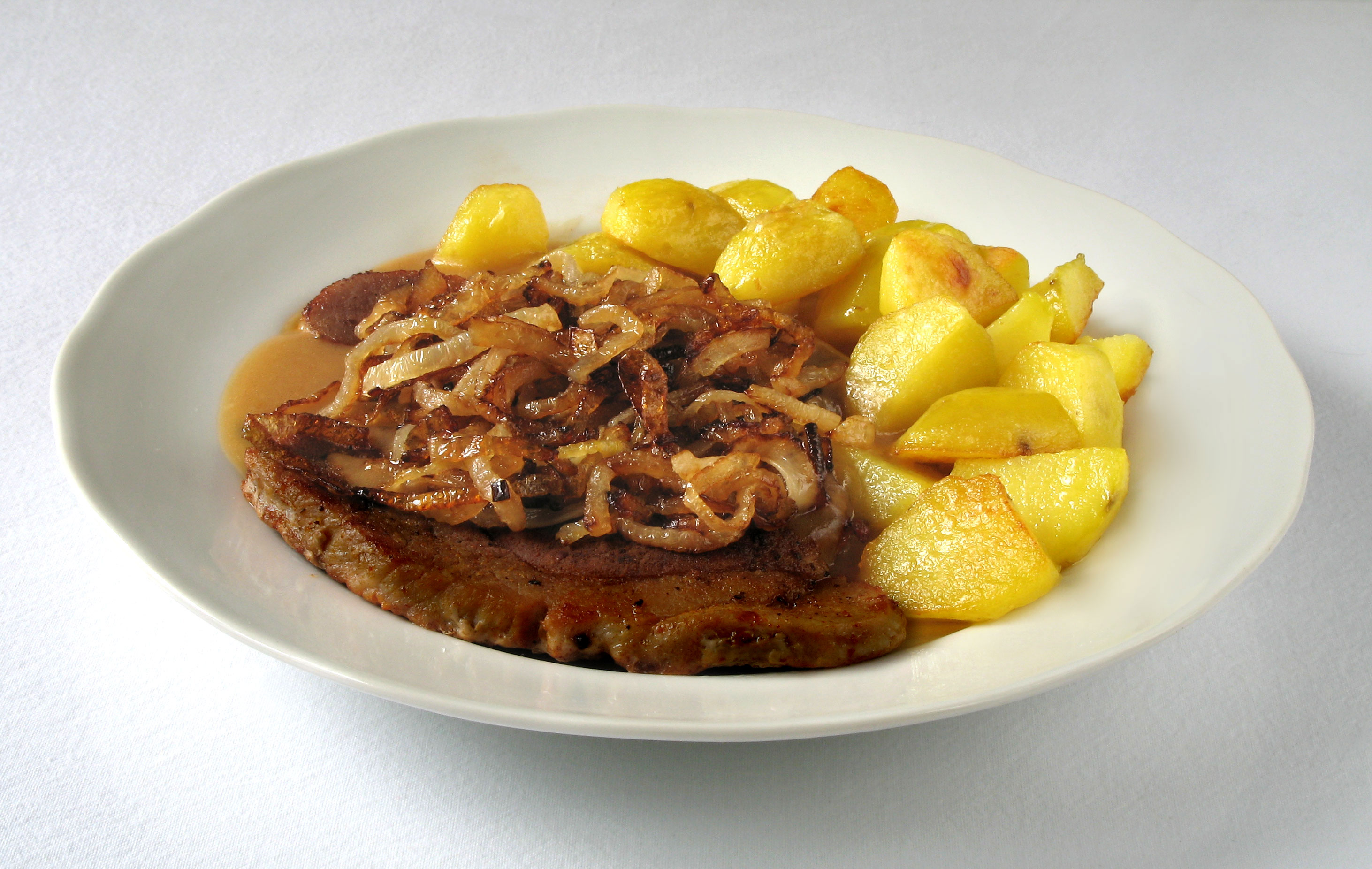
Un Zwiebelrostbraten (Asado de cebollas).

La comarca de Burgenland tiene una influencia clara de la cocina húngara debido tal vez a su posición en el imperio austro húngaro. Los platos consisten principalmente de ingredientes tales como el: pescado, pollo o ganso, por ejemplo. La polenta es un plato popular. El día de San Martín (11 de noviembre) denominado Martinigans se prepara a menudo un ganso.

### Styria
En Styria (inns), se toma el Verhackertes que es una especie de salteado hecho de beicon cortado muy fino. El Schilcher es un vino rosado muy seco, variedad regional del oeste de Styria. Muy típico de esta comarca es el aceite de semillas de calabaza que se emplea particularmente en aliño de ensaladas debido a su particular sabor, existen diversas variedades de calabaza que aparecen en los platos. El Heidensterz es una especie de pancake elaborado con harina de alforfón, se suele encontrar en los periodos invernales.

### Carintia
En el estado de Carintia existen diversos pescados y por esta razón es muy habitual encontrar este ingrediente en los platos de la comarca. Los cereales y la carne son dos importantes ingredientes de la cocina en Carintia. Los Kasnudeln de Carintia (una especie de bolsillos de pasta rellenos de quark y menta) y los pequeños Schlickkrapfen que son unos rellenos de carne. La sopa Klachlsuppe elaborada con carne de cerdo y Reindling es una especie de pan de molde elaborado con diversas frutas.

### Alta Austria
En esta comarca de la alta Austria existen diversos tipos de albóndigas austriacas (Kloß) que forman parte de los platos de la zona, así como de sus cocinas vecinas de Baviera y Bohemia. Es conocida la Linzer Torte que se trata de un pastel que incluye mermelada y nueces, se trata de un postre muy popular en la región.

### Salzburgo
En esta comarca de Salzburgo es muy popular el Kasnockerln (Kloß (trocitos de una masa de harina, leche o agua, sal y huevo, cocidos en agua caliente y fritos con mantequilla, cebolla, cebollino con queso), en el terreno de los pescados es de destacar la trucha que se sirve de diferentes maneras. En los postres se tiene el Salzburger Nockerln (una especie de merengue) como uno de los más conocidos en Salzburgo.

### Tirol
En el Tirol existen todo tipo de Knödel y juegan un rol importante en los platos de la zona, algunos de ellos se prepararan con bacón, espinacas o con un queso típico del Tirol denominado Graukäse que se pueden comer por sí solas o con sopas. El Graukäse se puede servir con aceite y vinagre acompañado de aros de cebolla. Otra de las delicias locales es el Tiroler Gröstl (carne frita con pan, patatas y cebollas) y Schlutzkrapfen (bolsos de pasta rellenos de pasta o carne). Doughnuts and Kiachl (fritters) fritos también son populares. Melchermuas una especie de pancake que se preparara de manera tradicional con placas de hierro fundido.

### Vorarlberg
La cocina de Vorarlberg está muy influenciada por la cocina alemana (En particular con la cocina de Suabia) y de Suiza debido a su vecindad. El queso es uno de los productos que juegan un rol más importante en esta cocina apareciendo en diversos platos, unos ejemplos muy populares son: los Käsknöpfle y los Kässpätzle (pasta de huevo preparado con queso). Otras especialidades incluyen el Krutspätzle (sauerkraut con pasta), Käsdönnala (muy similar al quiche), el Schupfnudla elaborado de una pasta mezcla de patata y harina, Flädlesuppe sopa de pancake, Öpfelküachle pastel de manzana y el Funkaküachle pastel tradicional que se come el primer domingo de Cuaresma.

## Bebidas

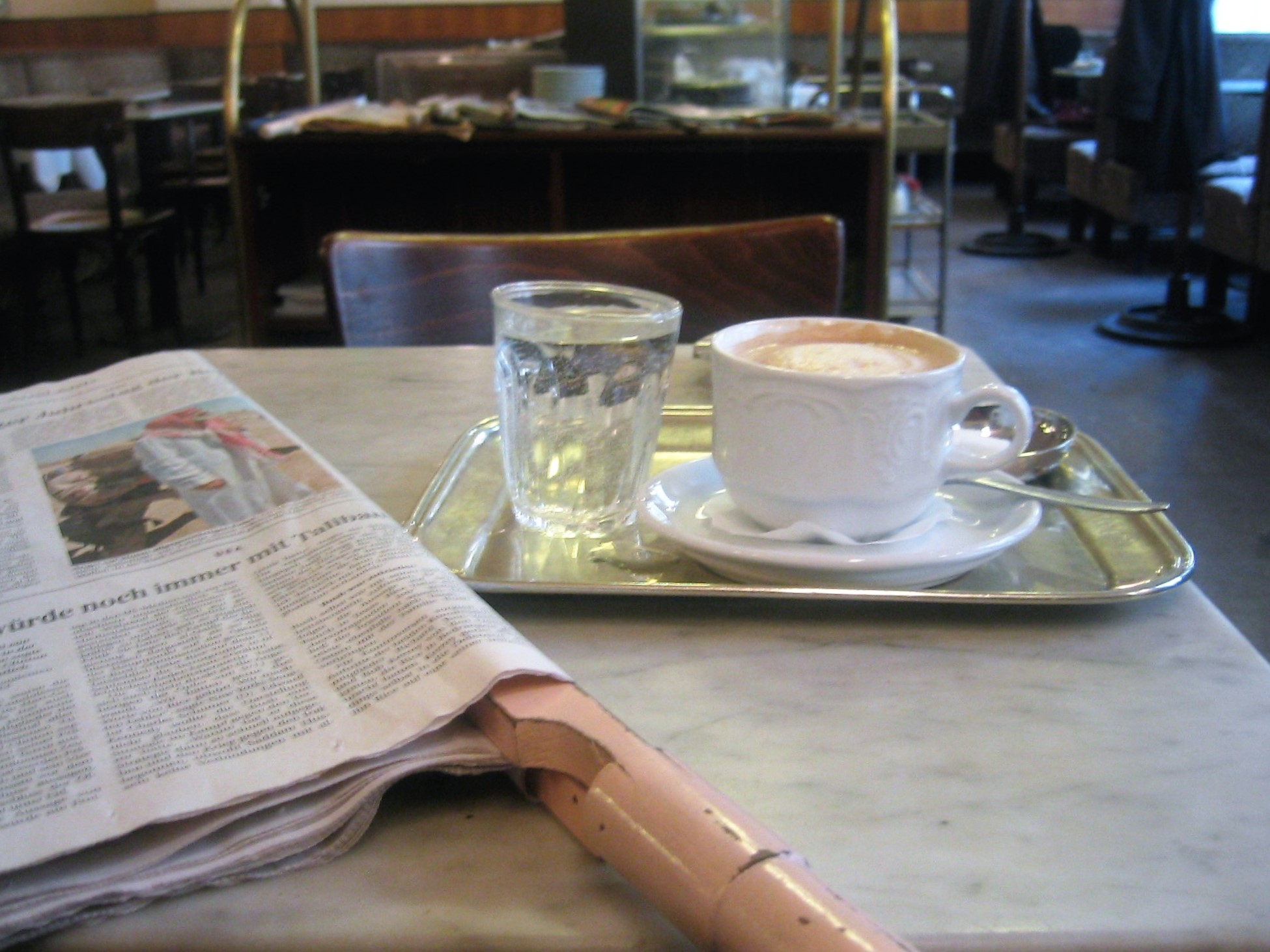
El Café Bräunerhof, en Viena.

### Café
En Austria el café se sirve en una variedad de estilos, particularmente en los coffeehouses de Viena. Desde un austriaco Mokka o un kleiner Schwarzer (café negro pequeño) similar al espresso, Existen otros estilos: 
- großer Schwarzer - un doble Mokka
- kleiner Brauner o großer Brauner - simple o doble Mokka con un plus de leche
- Verlängerter - "lengthened" (es decir diluido) Mokka con un plus de leche
- Melange - mitad Moca, mitad con leche caliente, a menudo con leche cremosa por encima
- Franziskaner - Melange en su parte superior con crema no con leche cremosa
- Kapuziner - kleiner Schwarzer es similar al capuchino
- Einspänner - großer Schwarzer con crema en su parte superior

### Vino
Existe una tradición fuerte en la elaboración de Vinos de Austria un ejemplo de ello es el Heuriger que se trata de un bar donde los viticultores venden los vino directamente de su propia producción.

### Cerveza
También existe una arraigada tradición cervecera en Austria, ya que es uno de los países europeos más importantes, tanto en la elaboración como en el consumo de cerveza.